# Lieferant
Als Lieferant bezeichnet man beim Versendungskauf ein Wirtschaftssubjekt, das einem Kunden Waren oder Dienstleistungen durch Lieferung übergibt oder überlässt.

## Etymologie
Das Nomen Agentis Lieferant tauchte ab 1688 in der Schreibweise „von den Livranten“ auf. Das Wort entlehnte die niederdeutsche Kaufmannssprache aus „liefern“ (niederländisch leveren), das Holländische aus französisch livrer und die Französische Sprache aus „aus der Hand geben“ (lateinisch liberare). Der Titel Hoflieferant kam erstmals 1713 für die vom Hof des Königs, Kaisers oder Fürsten verliehenen Privilegien auf, diese exklusiv beliefern zu dürfen.

## Allgemeines
Als liefernde Wirtschaftssubjekte kommen vor allem Unternehmen, weniger jedoch Privathaushalte oder der Staat in Frage. Beim Präsenzkauf über die Ladentheke bedarf es keines Lieferanten, sondern dieser ist erst beim Versendungskauf erforderlich. Von einem Versendungskauf spricht man, wenn der Lieferant seinen Geschäftssitz nicht am Wohnsitz des Kunden hat. In diesem Fall trägt der Lieferant nach den Lieferbedingungen entweder die Transportkosten lediglich bis zum nächsten Postamt, Bahnhof, Hafen oder Flughafen („unfrei“) oder alle Transportkosten („frei Haus“). Haben Lieferant und Kunde ihren Firmensitz am gleichen Ort (Platzkauf), liegt der Erfüllungsort der Lieferung direkt im Unternehmen des Lieferanten.

## Wirtschaftliche Aspekte
Der Lieferant kann der Hersteller oder Händler der Ware sein oder – im weiteren Sinne – in deren Auftrag tätige Frachtführer, Logistikdienstleister oder Postunternehmen. Lieferanten gibt es deshalb auf allen mehrstufigen Lieferketten. An einer Lieferkette sind in der Regel zahlreiche Wirtschaftssubjekte beteiligt, die ihren jeweiligen Beitrag zur Wertschöpfung leisten, bis schließlich das Endprodukt vom Verbraucher gekauft werden kann. Der Zulieferer (Automobilzulieferer) ist in der Zulieferpyramide Lieferant der Fabrik, diese ist Lieferant des Großhandels, dieser ist Lieferant des Einzelhandels und dieser beliefert den Kunden. Dabei kommen oft lieferanteneigene Lieferwagen zum Einsatz. Vorlieferant ist innerhalb einer Lieferkette, wer dem Hersteller Roh-, Hilfs- oder Betriebsstoffe, Halbfabrikate oder Einzelteile liefert. Die Lieferkette wird zur Wertschöpfungskette „Vorlieferant – Lieferant – Hersteller – Handel – Endverbraucher“, wobei in der Volkswirtschaftslehre die jeweiligen Vorleistungen zu bereinigen sind.
Vorlieferanten oder Zulieferer spielen innerhalb einer arbeitsteiligen Lieferkette insbesondere bei der Just-in-time-Produktion eine bedeutende Rolle. Die hierfür erforderliche Zuverlässigkeit der Lieferanten ist Bestandteil der Lieferantenbewertung als einer Methode der Betriebswirtschaftslehre zur systematischen Beurteilung der Leistung von Lieferanten anhand definierter Merkmale.
Ein Lieferantenrisiko entsteht, wenn zwischen Lieferant und dessen Vorlieferanten eine Beziehung etwa durch Konzernzugehörigkeit oder durch starke Umsatzabhängigkeiten bzw. Monopolstellung besteht. Ist dieser Vorlieferant zudem ein Konkurrent des beschaffenden Unternehmens (z. B. aufgrund eines Gegengeschäftes), ist eine solche Abhängigkeit besonders schwerwiegend. Aus Sicht des Risikomanagements oder Kreditgebersicht der Kreditinstitute handelt es sich hierbei um ein idiosynkratisches Risiko, weil sich in einem bilateralen Verhältnis die finanziellen Schwierigkeiten (oder Betriebsstörungen) eines Lieferanten durch dieses Verhältnis auf das andere Unternehmen auswirken könnten, das sonst nicht davon betroffen wäre.
Ist der Lieferant als Hersteller oder Wiederverkäufer auch Eigentümer der Waren, so kann er seinem Kunden bei Barzahlung auch das Eigentum hieran verschaffen. Räumt er dem Käufer aufgrund der Zahlungsbedingungen ein Zahlungsziel ein, so gewährt er einen Lieferantenkredit. Der Käufer heißt nun zusätzlich Debitor, das Kreditrisiko kann der Lieferant (Kreditor) durch Eigentumsvorbehalt oder Delkredereversicherung absichern.

## Rechtsfragen
Lieferant ist auch ein Rechtsbegriff, der in verschiedenen Gesetzen vorkommt. Gemäß § 3 Nr. 19b EnWG ist der „Gaslieferant“ eine natürliche oder juristische Person, „deren Geschäftstätigkeit ganz oder teilweise auf den Vertrieb von Gas zum Zwecke der Belieferung von Letztverbrauchern ausgerichtet ist“. Der Lieferant vertreibt mithin Güter, die er an Verbraucher liefert. Gemäß § 445a Abs. 1 BGB ist der Verkäufer als Lieferant anzusehen. In 478 Abs. 1 BGB a. F. war eine Legaldefinition enthalten, wonach als Lieferant galt, wer als Unternehmer die Sache verkauft. Vorausgesetzt war hierbei, dass der Verkäufer (Hersteller, Händler) auch gleichzeitig selbst liefert.
Lieferant beim Verbrauchsgüterkauf ist dagegen diejenige Person, die das vom Verkäufer an den Verbraucher verkaufte Verbrauchsgut geliefert hat, wobei es gleichgültig ist, ob es selbst hergestellt oder von einem anderen (Vorlieferant) bezogen wurde. Der Vorlieferant gilt demnach als Lieferant, der Zulieferer (insbesondere von Einzelteilen) ist rechtlich kein Lieferant. § 478 Abs. 1 BGB sieht nunmehr eine Rückgriffsmöglichkeit des Unternehmers vor, wenn der letzte Vertrag in der Lieferkette ein Verbrauchsgüterkauf ist. Die Ansprüche des Lieferanten und der übrigen Käufer in der Lieferkette gegen die jeweiligen Verkäufer finden dann gemäß § 478 Abs. 3 BGB entsprechende Anwendung, wenn die Schuldner Unternehmer sind. Das hat zur Folge, dass die vom Verbraucher ausgelöste Gewährleistungshaftung auf der gesamten Lieferkette bis zum Hersteller „durchgereicht“ werden kann („Letztverkäuferregress“).
Der „Letztverkäuferregress“ hat Einfluss auf das Handelsrecht. Ist nämlich der Kauf für beide Teile ein Handelsgeschäft, so hat der Käufer die Ware unverzüglich nach der Lieferung durch den Verkäufer zu untersuchen und, wenn sich ein Qualitätsmangel zeigt, dem Verkäufer unverzüglich Anzeige zu machen (§ 377 Abs. 1 HGB). Weder ein bestehender Handelsbrauch oder eine Branchenüblichkeit noch die Zusicherung einer Eigenschaft durch den Lieferanten kann den Käufer von dieser Untersuchungspflicht entbinden. Der „Letztverkäuferregress“ wird durch § 377 HGB zumindest erschwert, weil er den Rückgriff des unternehmerischen Letztverkäufers einschränkt und ihm die Untersuchung der gelieferten Ware auferlegt.
Beauftragt der Verkäufer mit der Lieferung jemand anderen, ist die Rechtslage außerhalb des Verbrauchsgüterkaufs anders. Der Lieferant des Verkäufers ist grundsätzlich nicht dessen Erfüllungsgehilfe bei der Erfüllung der diesem gegenüber dem Käufer obliegenden Pflichten. Ist der Lieferant dagegen auf Weisung des Verkäufers mit dem Käufer dadurch in Verbindung getreten, um die Ware unmittelbar an diesen zu liefern, so gilt er als Erfüllungsgehilfe. Dagegen sind Transportunternehmen und Spediteure regelmäßig keine Erfüllungsgehilfen.